# Окета, Газменд
Газменд Окета (алб. Gazmend Oketa; род. 14 декабря 1968, Дуррес) — албанский политик, министр обороны Албании с 28 марта 2008 по 17 сентября 2009 года и бывший член парламента от Демократической партии.

## Биография
Окончил инженерно-строительный факультет Политехнического университета Тираны, продолжил обучение в Зигенском университете (Германия). В 1993—1995 годах — доцент факультета гражданской инженерии, с 1995 по 1997 — специалист-руководитель проекта Всемирного банка в Дурресе, с 1997 по 2001 — администратор и менеджер, с 2001 года — частная деятельность, консультант для иностранных компаний.
В 90-х годах был активным членом студенческого движения, с 2003 — член городского совета Дурреса, с марта 2007 по март 2008 — заместитель премьер-министра Албании. 22 марта 2008 года сменил  Фатмира Медиу на должности министра обороны. 17 сентября 2009 года должность министра обороны Албании занял Арбен Имами.
В 2012 году вместе с Бамиром Топи основал правоцентристскую партию Новый демократический дух.